# De aanslag (roman)
De aanslag is een roman van Harry Mulisch over een aanslag tijdens de Tweede Wereldoorlog in Nederland. De eerste druk is verschenen in 1982 bij uitgeverij De Bezige Bij, Amsterdam. Enkele maanden later waren al 200.000 exemplaren verkocht.
In 1986 werd het boek verfilmd door regisseur Fons Rademakers. In de film speelden onder meer Derek de Lint, Marc van Uchelen, Monique van de Ven, Johnny Kraaykamp sr. en Huub van der Lubbe. De film kreeg in 1987 de Oscar voor beste niet-Engelstalige film en de Golden Globe voor de beste buitenlandse film. Verder won Kraaykamp sr. in 1986 het Gouden Kalf als beste acteur voor zijn rol.
In 2010 werd het boek bewerkt voor het theater door Léon van der Sanden. De regie was in handen van Ursul de Geer. In de toneelvoorstelling, die in januari 2011 van start ging, speelden Victor Löw, Peter Bolhuis, Marjolein Ley, Nelleke Zitman en Ayal Oost.
In 2015 verscheen er bij uitgeverij Oog en Blik/De Bezige Bij een stripbewerking van De Aanslag door striptekenaar Milan Hulsing.

## Samenvatting
Anton Steenwijk is de hoofdpersoon in deze roman. Aan het einde van de oorlog wordt een NSB'er die werkzaam is voor de politie, Fake Ploeg, neergeschoten voor het huis van zijn buren, die het lijk voor het huis van de Steenwijks slepen. Hierna steken de Duitsers het huis van de Steenwijks in brand en worden de ouders van Anton geëxecuteerd. De broer van Anton, Peter, grijpt het wapen dat bij het lijk ligt en vlucht. Later blijkt dat hij diezelfde avond nog door de Duitsers is doodgeschoten. Hoewel Anton het ontkent, is hij de rest van zijn leven met de noodlottige gebeurtenissen van die avond bezig. Gedurende het verhaal, ontmoet hij meerdere van zijn voormalige buren: Karin Korteweg, Cor Takes (gebaseerd op Jan Bonekamp) en Truus Coster (gebaseerd op Hannie Schaft).
De familie Steenwijk woont in 1945 aan de rand van Haarlem in een van de vier huizen aan een kade. Het gezin bestaat uit meneer en mevrouw Steenwijk en de kinderen Peter en Anton. Naast hun huis, woont aan de linkerkant de familie Beumer en aan de rechterkant wonen meneer Korteweg en zijn dochter Karin, maar ook het echtpaar Aarts. De hoofdpersoon is Anton Steenwijk, die in 1945 twaalf jaar oud is.
Op een avond in januari 1945 zit het gezin Steenwijk in de keuken mens-erger-je-niet te spelen, wanneer ze plotseling opgeschrikt worden door schoten. Fake Ploeg, een NSB'er, is doodgeschoten; zijn lijk ligt op de stoep bij de buren. Kort na de schoten komen meneer Korteweg en Karin naar buiten en leggen het dode lichaam voor het huis van Steenwijk. Antons broer Peter wil het lijk gaan terugleggen, maar al snel arriveren de Duitsers. Antons huis wordt in brand gestoken door de Duitsers en Anton wordt meegenomen naar een politiebureau in Heemstede. Hij weet niet wat er met zijn ouders en zijn broer is gebeurd. Anton brengt de nacht door in een van de cellen, samen met een vrouw. Als hij haar vertelt wat er gebeurd is, reageert ze heftig. Anton wordt de volgende dag naar zijn oom en tante in Amsterdam gebracht. Hier groeit hij op.
Na zijn middelbare school gaat hij studeren en wordt hij anesthesist. Nog tijdens zijn studie komt hij, na het bezoek aan een feestje van een medestudent in Haarlem, weer op de kade waar hij vroeger woonde. Als hij voor de open plek staat waar vroeger zijn huis stond, nodigt mevrouw Beumer hem uit om binnen te komen. Tijdens dat gesprek hoort hij dat er een monument is opgericht op de plek waar vroeger de aanslag had plaatsgevonden. Ook wordt hem verteld hoe zijn ouders afgeslacht zijn op een gruwelijke manier. Op het monument vindt hij de namen van zijn ouders, maar niet de naam van zijn broer Peter, die niet als gegijzelde gezien werd.
De volgende episode speelt zich af in een jaar waarin veel gebeurtenissen plaatsvinden die met het communisme te maken hebben. Tijdens een demonstratie komt hij vlak voor zijn huis in contact met Fake Ploeg jr., de zoon van de vermoorde Fake Ploeg. Anton nodigt hem bij hem uit en binnen vertellen ze elkaar wat hen beiden is overkomen. Fake vertelt dat hij geen verschil ziet tussen de dood van zijn eigen vader en dood van Antons ouders. Hij vond ze allemaal onschuldig. Zijn vader had wat betreft de communisten gelijk gehad: wat ze nu hoorden zei hij toen ook al en hij was tenslotte vermoord door de communisten, die vlak voor het eind van de oorlog nog een daad wilden stellen.
In 1966, in de volgende episode, is Anton inmiddels zes jaar getrouwd. Hij heeft zijn vrouw Saskia de Graaff in Londen leren kennen en was meteen verliefd. Haar vader was toentertijd ambassadeur in Athene, maar is nu gepensioneerd. Anton en Saskia hebben een dochter, Sandra.
Tijdens de begrafenis van een vriend van Antons schoonvader, in een dorp ten noorden van Amsterdam, maakt Anton kennis met verschillende oude vrienden van zijn schoonvader en met diverse oud-verzetsmensen. Ze zijn anticommunistisch en nog steeds antifascistisch. Voor hen zijn de gebeurtenissen tijdens de oorlog nog steeds actueel.
Op de begrafenis hoort hij hoe iemand beschrijft hoe hij een ander had doodgeschoten tijdens het voorbijfietsen. Het komt overeen met de aanslag die Anton heeft meegemaakt en het blijkt inderdaad over Fake Ploeg te gaan. De man heet Cor Takes en hij vraagt aan Anton of hij weet waarom meneer Korteweg en Karin het lijk van Ploeg niet voor het huis van de andere buren hadden gelegd. Anton weet niet waarom. Opeens vertelt Cor dat ze met z'n tweeën waren: hij en een vriendin. Anton begrijpt opeens dat dát de vrouw was geweest die hij in de politiecel had ontmoet. Voor Cor is het een grote verrassing dat Anton haar heeft gekend. Van Cor verneemt Anton dat ze Truus Coster heette. Drie weken voor de bevrijding is zij geëxecuteerd. Als hij thuis ligt bij te komen overdenkt hij wat hem allemaal is overkomen. Hij begrijpt dat hij toch een beeld heeft van hoe Truus eruit moet hebben gezien: ze moet heel erg op Saskia lijken en dat is waarschijnlijk ook de reden dat hij op Saskia verliefd geworden is.
Anton zoekt Takes de volgende dag in Amsterdam op. Voor Takes is de oorlog nog lang niet afgelopen. Dit blijkt als hij een krantenartikel laat zien waarin staat dat het voormalig hoofd van Gestapo in Nederland: Willy Lages (een van de Vier van Breda) wegens ziekte is vrijgelaten. In een kamer hangt ook nog een kaart met daarop de oorlogsfronten ingetekend zoals die op het eind van de oorlog waren. Naast de kaart ziet Anton de foto van een vrouw; Truus. In Antons ogen is het Saskia, terwijl de vrouw op de foto helemaal niet op Saskia lijkt. Het is echter de blik in de ogen die op die van Saskia lijkt.
De laatste episode speelt zich af in 1981. Anton is inmiddels gescheiden van Saskia en getrouwd met Liesbeth. Hij heeft nu ook een zoon, Peter. Met Sandra is hij nog een keer bij het monument op de kade en op de begraafplaats in Haarlem geweest, bij het graf van Truus. Het boek eindigt met een ontmoeting tussen Anton en Karin Korteweg tijdens een demonstratie tegen de atoombewapening in Amsterdam. Van Karin hoort hij het laatste ontbrekende puzzelstuk: de reden dat Ploeg niet voor het huis van het (toch wel gehate) echtpaar Aarts werd gelegd was omdat daar Joden ondergedoken zaten. De familie Steenwijk heeft dat nooit geweten. Ook hebben ze het lijk verplaatst om de hagedissen van de heer Korteweg te sparen.

## Titelverklaring
In het begin van het verhaal wordt er een aanslag gepleegd op Fake Ploeg, NSB'er. Door die aanslag raakt Anton Steenwijk zijn ouders en zijn broer kwijt. De aanslag heeft het leven van Fake Ploeg en Fake Ploeg jr.; meneer, mevrouw en Peter Steenwijk; meneer Korteweg en Karin; Cor Takes; Truus Coster, maar vooral dat van Anton Steenwijk getekend. Deze aanslag is de centrale gebeurtenis waar het hele verhaal om draait.

## Thema en motieven
'Schuld en Zoektocht' staan centraal in De aanslag. Een belangrijk thema in het boek is schuldvraag. Wie is er schuldig? Wie heeft de aanslag op Fake Ploeg gepleegd? Waarom? Met welke reden belandde het lichaam voor hun deur? Anton houdt zich niet bewust bezig met deze vraag, hij probeert het verleden te laten rusten. Toch komen er gedurende zijn leven toevallige ontmoetingen met betrokken personen op zijn pad, die naar boven halen wat er precies gebeurd is. Naarmate hij ouder wordt, accepteert Anton steeds meer dat de oorlog ook een deel van hem is. 
Motieven in het boek: dobbelsteenmotief en visgraatmotief.
Het dobbelsteenmotief:
Vlak voordat Fake Ploeg wordt doodgeschoten is de familie met een potje mens-erger-je-niet begonnen. Als er paniek ontstaat, stopt Anton de dobbelsteen in zijn zak. Toen zijn oom Peter van Liempt hem van de Ortskommandantur kwam ophalen, stopte Anton zijn hand in zijn zak en haalde hij de dobbelsteen tevoorschijn.
"In die stilte, die de oorlog ten slotte was in Holland, weerklinken op straat plotseling zes scherpe knallen: eerst één, dan twee snel achter elkaar, na een paar seconden het vierde en het vijfde schot. Even later een soort schreeuw en dan nog een zesde. Anton, die juist de dobbelsteen wil gooien, verstart en kijkt naar zijn moeder […] Hij merkte dat hij nog steeds de dobbelsteen in zijn hand had en stopte hem in zijn zak." (‘Eerste episode’, deel 2)
"Zijn andere hand werd koud en hij stopte hem in zijn zak, waar hij iets voelde dat hij niet thuis kon brengen. Hij keek: het was de dobbelsteen." (‘Eerste episode’, deel 4)
Als hij in zijn tweede huis in Toscane is, valt een tafelaansteker hem op. Anton krijgt het benauwd en krijgt een soort van paniekaanval.
"Zijn oog viel op de witte tafelaansteker in de vorm van een dobbelsteen […] Boven de open haard zijn oude spiegel, die met de putti; de zwarte ogen van de dobbelsteen." (‘Laatste episode’, deel 1)
De dobbelsteen staat voor het lot in het leven van Anton. Elke keer als Anton in aanraking komt met een dobbelsteen verandert er iets in zijn leven. Zo heeft de aanslag een onbeschrijfelijke impact op zijn verdere leven; als Anton met zijn oom de Ortskommandantur uitloopt, stapt hij zijn nieuwe leven in en na de crisis in Italië beginnen bijna alle puzzelstukjes op hun plaats te vallen. De dobbelsteen staat ook voor het toeval: het is toeval welk getal de dobbelsteen toont. Zo is het ook toeval dat de aanslag juist in hun straat plaatsvindt.